# (6697) Celentano
(6697) Celentano ist ein Asteroid des äußeren Hauptgürtels, der am 24. April 1987 von der tschechischen Astronomin Zdeňka Vávrová (* 1945) am  Kleť-Observatorium (Sternwarten-Code 046) in Südböhmen auf dem Kleť in der Nähe der Stadt Český Krumlov entdeckt wurde.
Der Asteroid wurde am 2. Februar 1999 nach dem italienischen Sänger und Schauspieler Adriano Celentano (* 1938) benannt, dem ab Ende der 1950er Jahre seine erfolgreiche Schauspiel- und Musikerkarriere zu großer Popularität in seinem Heimatland, aber auch international, verhalf.